# Langenthal
Langenthal es una ciudad y comuna suiza del cantón de Berna, situada en el distrito administrativo de Alta Argovia. 
Las principales industrias de la ciudad son de producción de vehículos y maquinarias, porcelana y textiles.

## Historia
Hasta el 31 de diciembre de 2009 situada en el distrito de Aarwangen. Desde el 1 de enero de 2010 incluye el territorio de la antigua comuna de Untersteckholz. En Langenthal surgió una controversia alrededor de la construcción de un minarete.

## Geografía
La ciudad se encuentra situada en la meseta suiza, en la región de la Alta Argovia bernesa. Es atravesada de sur a norte por el río Langete, del cual toma su nombre. Limita al noroeste con la comuna de Aarwangen, al este con Roggwil, al este con Pfaffnau (LU), al sureste con Melchnau, Busswil bei Melchnau y Obersteckholz, al sur con Lotzwil y Bleienbach, y al oeste con Thunstetten.

## Transportes
Ferrocarril
La estación de ferrocarril de la ciudad permite conexiones con las principales comunas de la zona y algunas de las principales ciudades suizas mediante trenes de larga distancia, regionales o S-Bahn.

## Deporte
- FC Langenthal, equipo de fútbol local.
- SC Langenthal, equipo de hockey local, presente en la Liga nacional B.

## Ciudades hermanadas

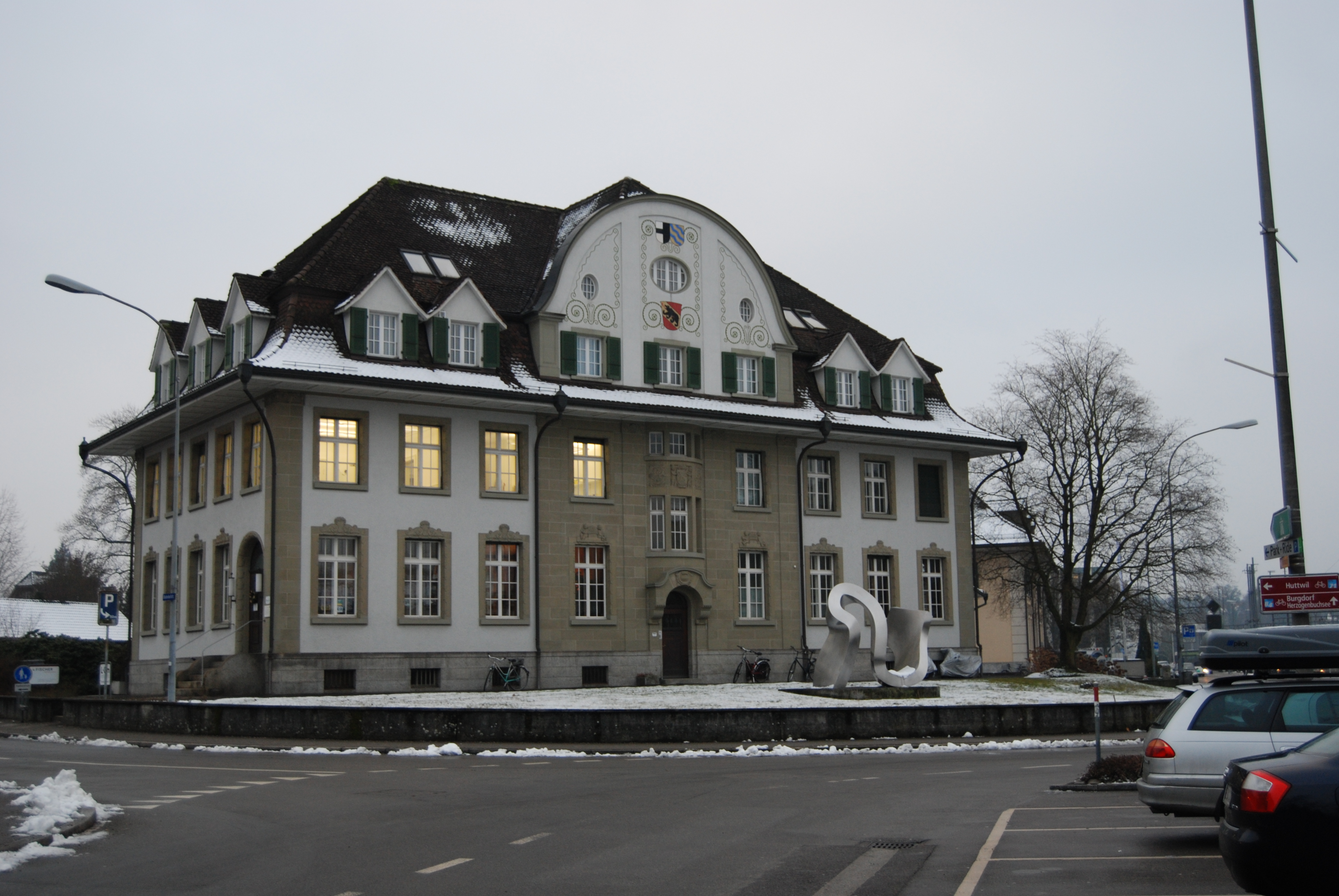
Antigua sede del gobierno del distrito de Aarwangen.

- Brig-Glis.
- Neviano.